# Villacarralón
Villacarralón község Spanyolországban, Valladolid tartományban. Villacarralón Santervás de Campos, Villacidaler, Boadilla de Rioseco, Fontihoyuelo és Vega de Ruiponce községekkel határos. Lakosainak száma 66 fő (2024).

## Népesség
A település népessége az utóbbi években az alábbiak szerint változott:
| Lakosok száma | 110  | 89   | 99   | 99   | 82   | 77   | 88   | 79   | 64   | 66   |
|               | 2001 | 2004 | 2007 | 2009 | 2012 | 2014 | 2017 | 2019 | 2022 | 2024 |